# Centro Espacial Johnson
El Centro Espacial Johnson (oficialmente en inglés Lyndon B. Johnson Space Center o JSC; en español: Centro Espacial Lyndon B. Johnson) es una instalación de la NASA para actividades tripuladas espaciales, situado en Houston suroriental, Texas, Estados Unidos. Fue construido en un terreno donado por la Universidad de Rice.
El JSC alberga el centro de control de misión (MCC-H), y el centro de control de la NASA el cual coordina y supervisa todos los vuelos tripulados de Estados Unidos. El MCC-H dirigió todas las misiones y actividades de la lanzadera, y actualmente supervisa la estación espacial internacional. Está también a cargo del White Sands Missile Range, en Nuevo México, el cual sirvió como lugar de aterrizaje de emergencia para la lanzadera espacial, así como instalación de coordinación para el vehículo que le habría de sustituir a partir de 2010, llamado programa Constelación.
Las prácticas de los astronautas de la NASA se llevan a cabo en el JSC, en la zona de entrenamiento Sonny Carter, que incluye el laboratorio de flotabilidad neutral, una piscina de grandes proporciones que tiene casi 23,4 millones de litros de agua donde los astronautas entrenan para hacer tareas adicionales, como el manejo de vehículos en condiciones simuladas de ingravidez.
El JSC emplea a alrededor de 3000 empleados, incluyendo 110 astronautas. La mano de obra está formada por, aproximadamente, 15 000 trabajadores y contratistas. De las 15 empresas que trabajan en el JSC la más grande es la United Space Alliance, que comprende cerca del 40 por ciento de los empleados del JSC. Desde mayo de 2018  a mayor de 2021 el director del centro fue Mark S. Geyer, quien se retiró tras haber sido diagnosticado de cáncer, asumiendo el cargo interinamente la hasta entonces subdirectora, Vanessa E. Wyche. Geyer fue el duodécimo director del JSC, el primero fue Robert Gilruth. 
Uno de los artefactos espaciales exhibidos en el Centro Espacial Johnson es el cohete Saturno V, completamente entero, a excepción del anillo entre las etapas de S-IC y de S-II, y del capotaje entre las etapas de S-II y de S-IVB. Este Saturno  está construido a partir de restos reales. También se exhibe un vehículo Apolo verdadero, el cual se suponía volaría en la cancelada misión Apolo 19.

## Historia

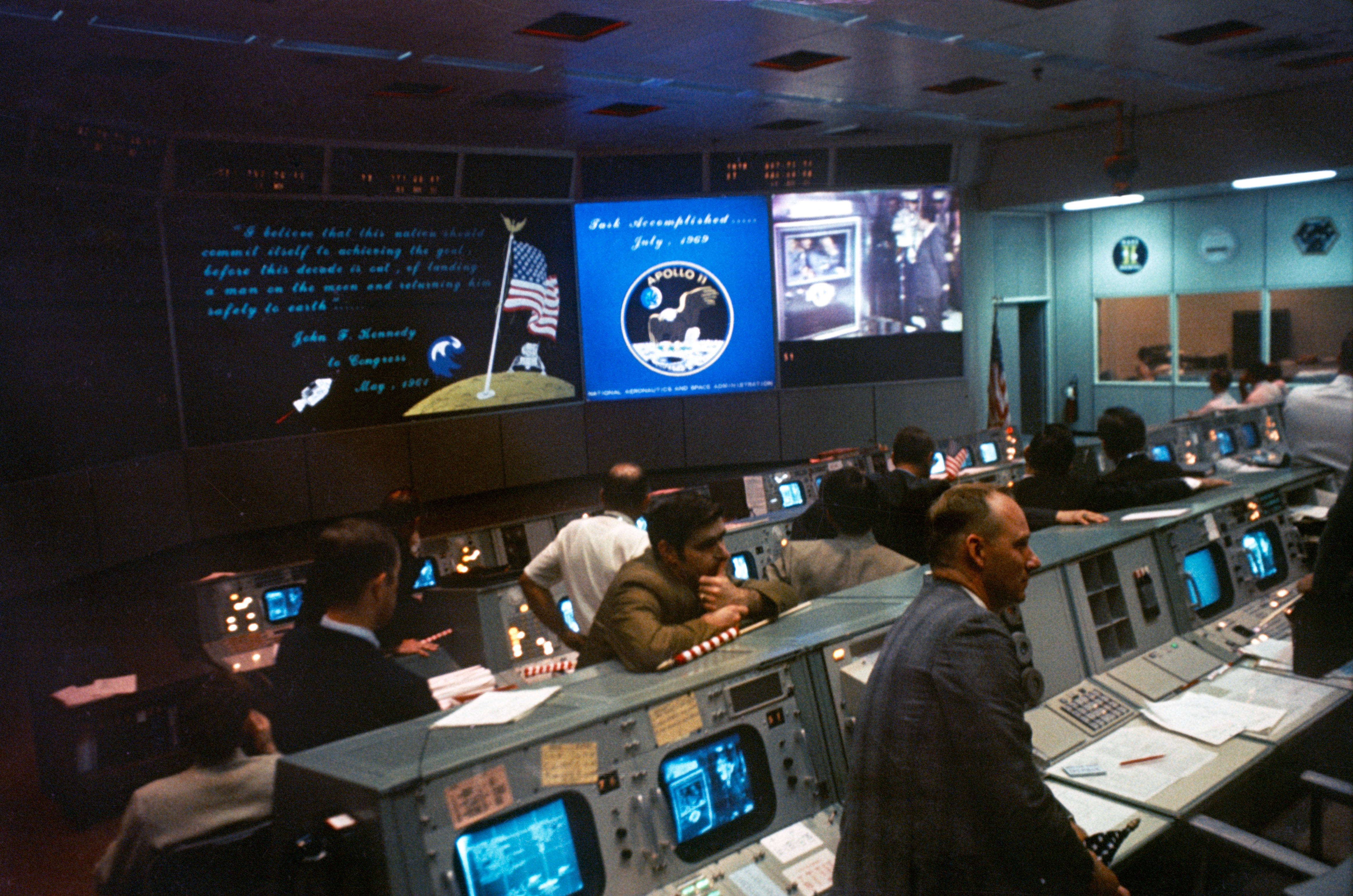
Centro de control de operaciones 2 el 24 de julio de 1969, luego de la conclusión de la misión lunar Apolo 11

Robert Gilruth, líder del grupo de tareas espaciales, se convirtió en el primer director del centro de naves espaciales tripuladas de la NASA en 1961.
El Johnson Space Center tiene sus orígenes en el Space Task Group (STG) de la NASA. A partir del 5 de noviembre de 1958, los ingenieros del Centro de Investigación Langley bajo la dirección de Robert Gilruth dirigieron el Proyecto Mercurio y los programas espaciales tripulados posteriores. El STG reportó originalmente a la organización Goddard Space Flight Center que su personal original consistía, en total, de 45 funcionarios, incluidos 37 ingenieros, y ocho secretarias, llamadas «computadoras humanas» porque realizaban cálculos en máquinas sumadoras mecánicas. En 1959, el centro agregó 32 ingenieros canadienses que habían quedado sin trabajo por la cancelación del proyecto Avro Canada CF-105 Arrow. El primer administrador de la NASA, T. Keith Glennan, se dio cuenta de que el crecimiento del programa espacial de EE. UU. haría que el STG superara a los centros de Langley y Goddard y requiriría su propia ubicación. El 1 de enero de 1961 se elaboró un memorando a su sucesor aún no designado, que más tarde resultó ser James E. Webb, recomendando que se eligiera un nuevo sitio. Más tarde ese año, cuando el presidente John F. Kennedy estableció el objetivo de llevar al hombre a la Luna para fines de la década, quedó claro que Gilruth necesitaría una organización más grande para liderar el Programa Apolo, con nuevas instalaciones de prueba y laboratorios de investigación.

## Investigación

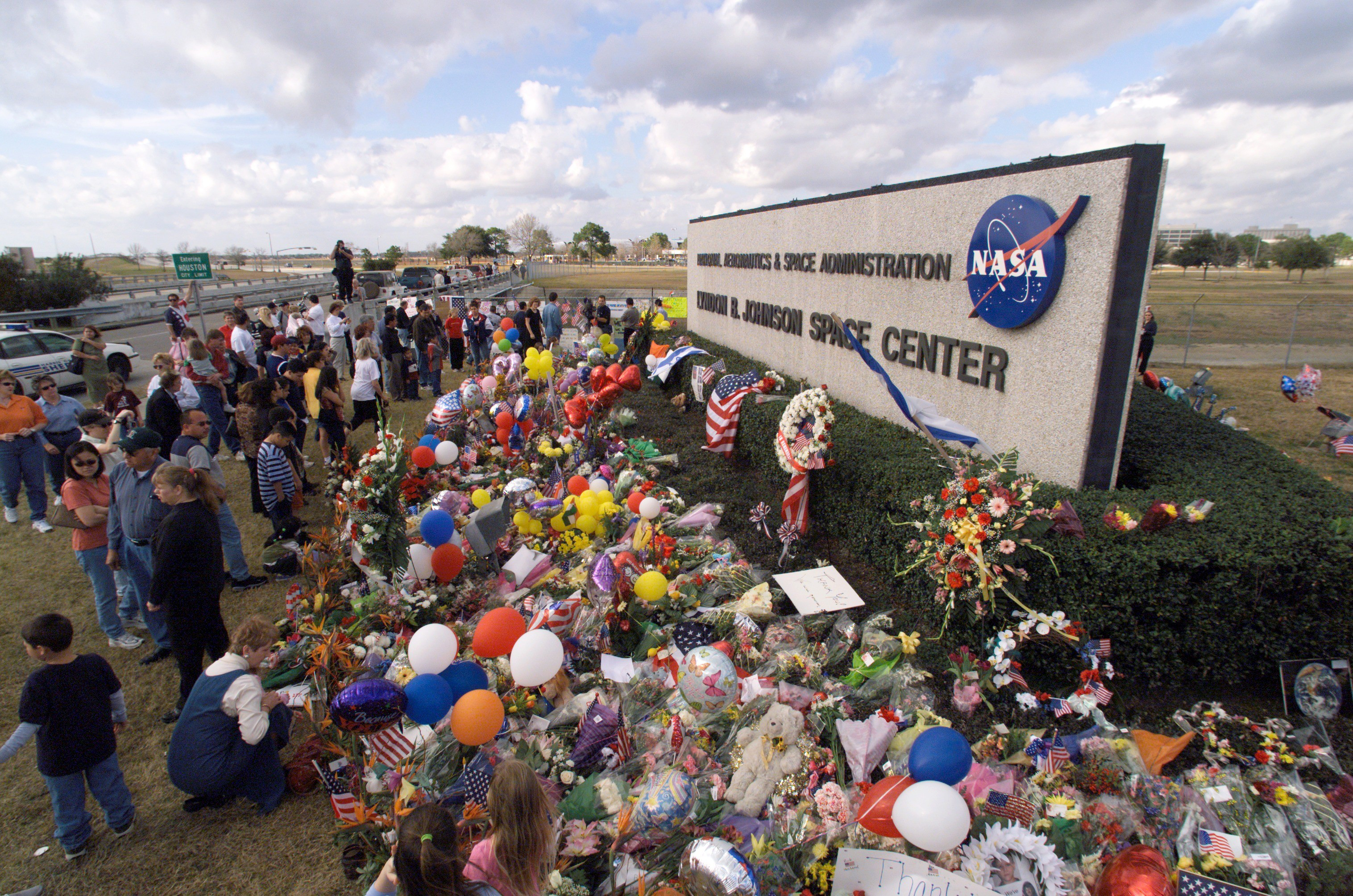
La entrada del centro espacial el 1 de febrero de 2003, tras el Accidente del transbordador espacial Columbia

El Centro Espacial Johnson lidera programas de investigación médica y científica relacionados con los vuelos espaciales tripulados de la NASA. Las tecnologías desarrolladas para estos vuelos espaciales se utilizan hoy día en diversas áreas de la medicina, la energía, el transporte, la agricultura, las comunicaciones y la electrónica.
La oficina científica de investigación y exploración de astromateriales (ARES) realiza la investigación de ciencias físicas en el centro. ARES dirige y gestiona todas las funciones y actividades de los científicos que realizan investigación básica en ciencias terrestres, planetarias y espaciales. Los científicos e ingenieros de ARES brindan apoyo a los programas de vuelos espaciales tripulados y robóticos. Las responsabilidades de ARES también incluyen la interacción con la oficina de seguridad y garantía de misiones y los programas de vuelos espaciales tripulados.
El JSC tiene un acuerdo con el Instituto Nacional de Investigación Biomédica Espacial del Baylor College of Medicine para el estudio de los riesgos para la salud, relacionados con los vuelos espaciales de larga duración. Los estudios permiten la investigación biomédica como apoyo de la presencia humana a largo plazo en el espacio, estudios que fueron iniciados por el instituto y el programa de investigación humana de la NASA.
El programa de reducción prerespiratoria es un programa especial de estudio e investigación, que el JSC está desarrollando para mejorar la seguridad y la eficiencia de las caminatas espaciales desde la Estación Espacial Internacional.

## Edificios
Todos los edificios del JSC están numerados y no nombrados. Una lista parcial de los edificios y que contienen es la que sigue:
- Edificio 1: Jefaturas de JSC, incluyendo oficinas de la gerencia mayor y del director de JSC.
- Edificio 2: Oficina de asuntos públicos, incluyendo la producción de video y el audio que procesan instalaciones.
- Edificio 4: Edificio de oficinas, incluyendo las de astronautas y directores de vuelo.
- Edificio 5: Incluye el simulador de la lanzadera espacial.
- Edificio 8: Clínica y material sanitario. Archivos históricos (como por ejemplo películas y fotografías) de la NASA.
- Edificio 9: Maquetas de la cabina y compartimento de carga útil de la lanzadera espacial
- Edificio 30: Contiene el centro de control de la misión incluyendo los cuartos de los mandos de vuelo que apoyan la lanzadera espacial y la estación internacional.
- Edificio 31: En él están instalados los compartimentos de vacío para los equipos de prueba.
- Edificio 44: En este edificio se encuentran los laboratorios de seguimiento, comunicaciones y desarrollo.